# عزلة بني الحارث (إب)

تعديل مصدري - تعديل

عزلة بني الحارث هي إحدى عزل مديرية السدة في محافظة إب اليمنية ويبلغ تعداد سكانها 9010 نسمة حسب التعداد السكاني في اليمن لعام 2004.